# Эрасси, Михаил Спиридонович
Михаи́л Спиридо́нович Эра́сси, Герасси (20 ноября [2 декабря] 1823, Нежин, Черниговская губерния, Российская империя — 29 декабря 1898 [10 января 1899], Берлин, Германская империя, похоронен на Матфеевском кладбище) — русский живописец греческого происхождения, характерный представитель романтико-академического пейзажа середины XIX века. Племянник Алексея Венецианова, один из последних воспитанников его живописной школы; позднее — один из наиболее успешных последователей швейцарского пейзажиста Александра Калама, также ассоциируемый со школой Максима Воробьёва. Академик (с 1857) и профессор (с 1862) Императорской Академии художеств в Санкт-Петербурге, член Общества берлинских художников (1871–1895).

## Биография
Михаил Эрасси родился в 1828 году и происходил от нежинских греков. Обучался в Императорской Академии художеств под руководством профессора М. Н. Воробьёва. Во время обучения неоднократно награждался: малая серебряная медаль (1849) за «Вид в Финляндии», большая серебряная (1850) за «Вид в окрестностях Выборга», малая золотая (1851) за «Вечер» (из окрестностей Выборга); большая золотая медаль (1852 год) за «Вид из окрестностей города Выборга». Звание художника XIV класса (1852). 

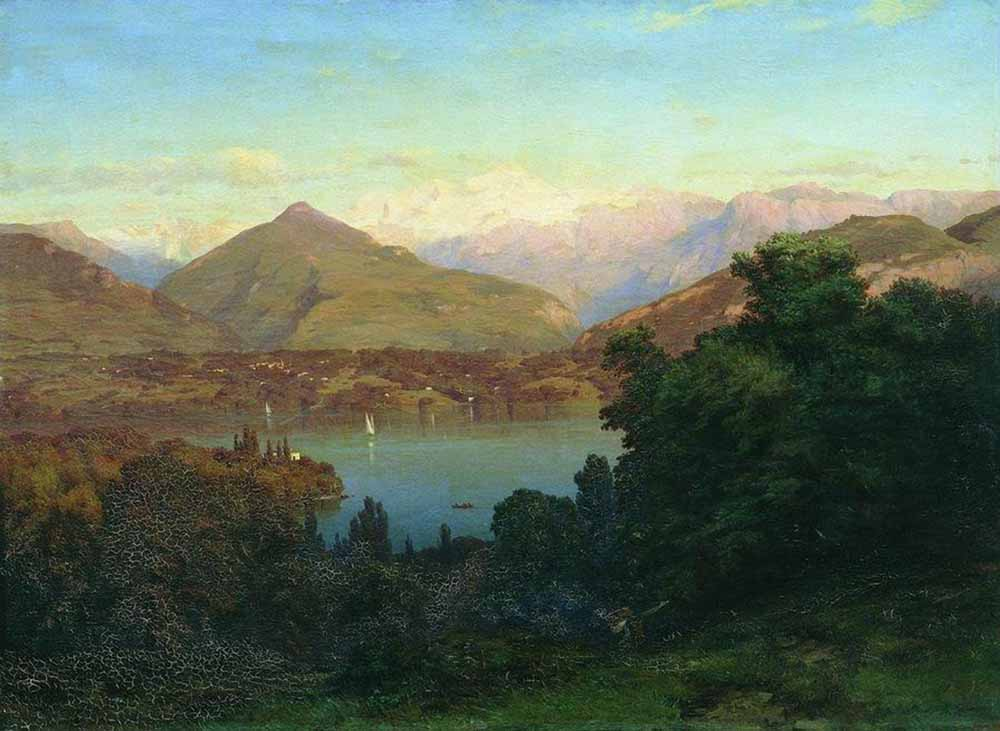
Фирвальдштетское озеро

В 1853 году в качестве пенсионера Академии художеств был отправлен за границу на два года, но в 1856 году ходатайствовал об отсрочке ему пребывания за границей еще на два года для дальнейшего усовершенствования под руководством известного швейцарского пейзажиста, почетного вольного общника Академии Александра Калама. Со своей стороны, Калама просил также оставить Эрасси для совершенствования мастерства. 
В 1857 году Эрасси был возведен в звание академика, а в 1862 году был избран закрытой баллотировкой профессором пейзажной живописи; в 1863 году он принял участие в выставке Общества поощрения художеств в Голландской церкви. Эрасси находился под сильным влиянием Калама и почти в совершенстве усвоил приемы последнего. Сюжетами Эрасси часто служили швейцарские виды. Присланные им из Швейцарии в Санкт-Петербург три вида окрестностей города Женевы дали ему звание академика, а виды озера четырех лесных кантонов, Женевского озера и Рейхенбахского водопада сделали его профессором Академии. 
В музей императора Александра III (ныне Государственный Русский музей) были приобретены следующие картины Эрасси: «Берег озера Лемана близ Шамбери», «Швейцария», «Вид близ Выборга, в Финляндии» (прежде находилась в Петербургской Академии художеств) и «Зимний пейзаж».
Умер в Берлине 10 января 1899.

## Галерея

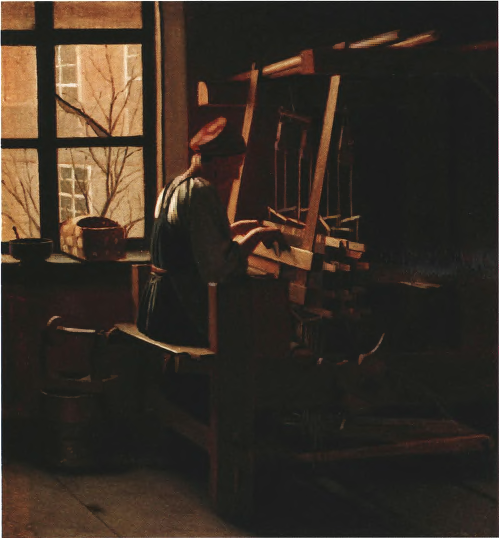
Крестьянка ткет кросны
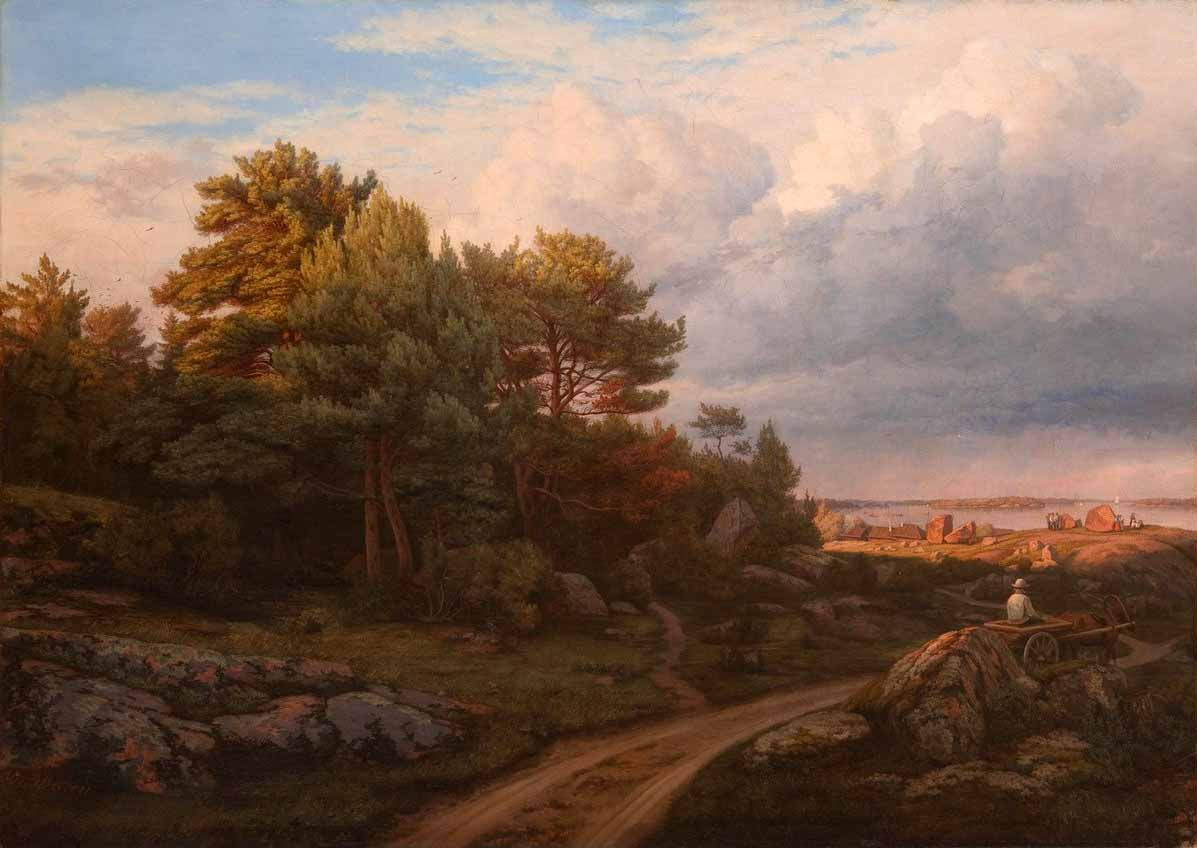
Окрестности Выборга
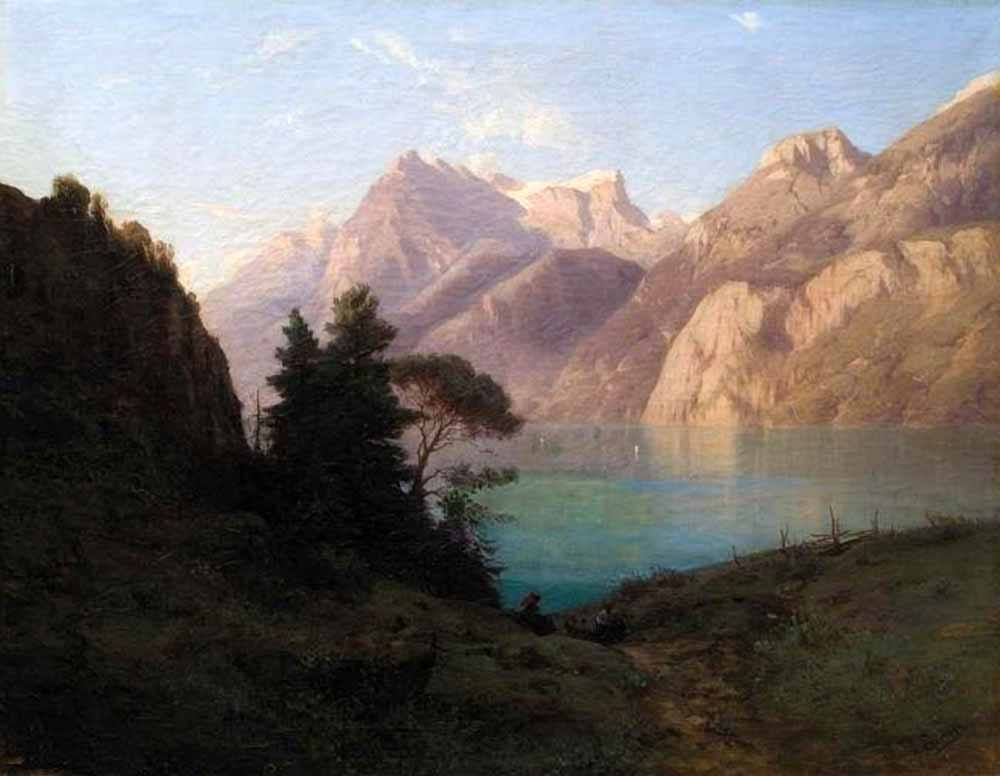
Горное озеро
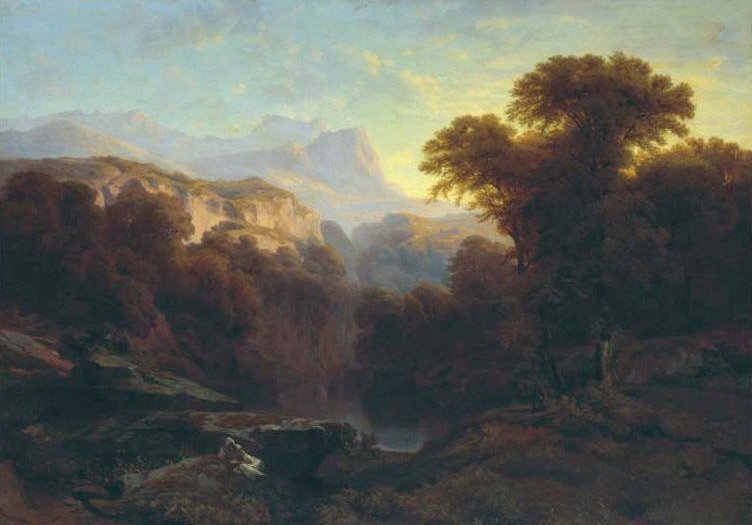
Горный пейзаж
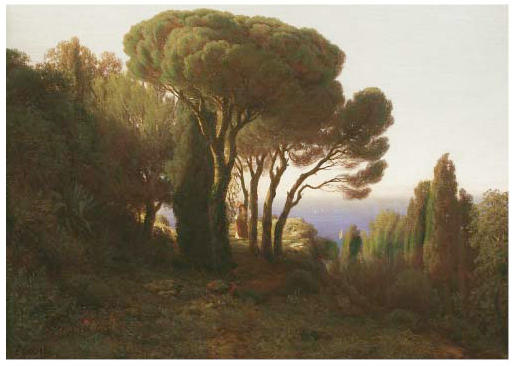
Итальянский пейзаж
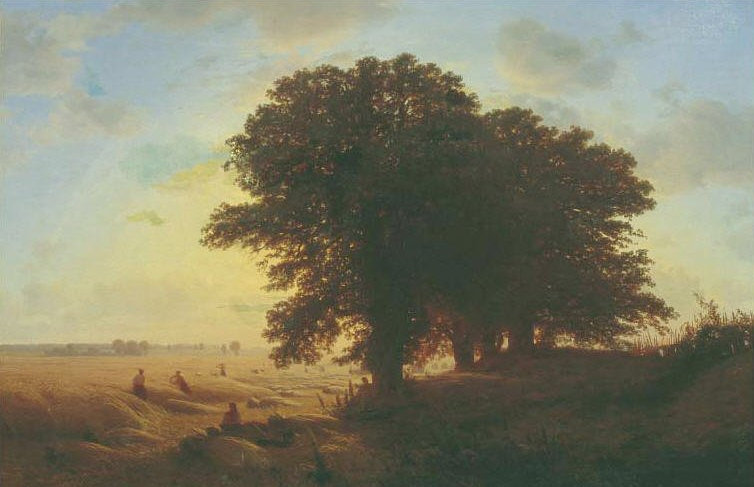
Пейзаж со жницами
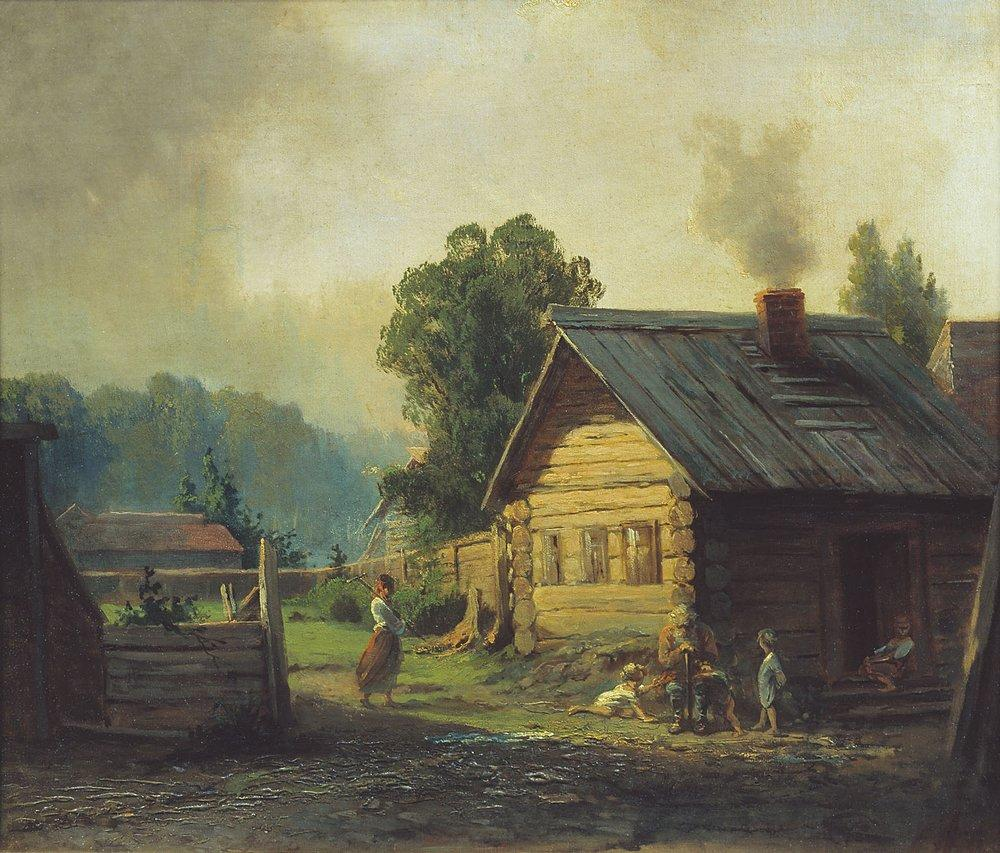
Русская деревня
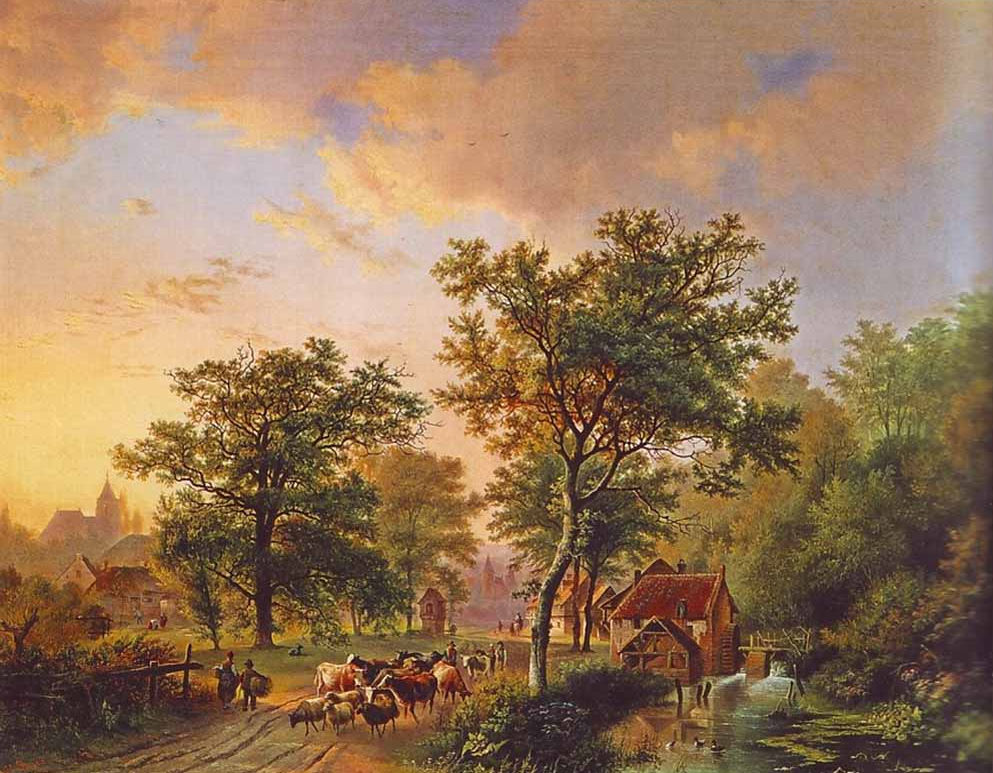
Пейзаж со стадом
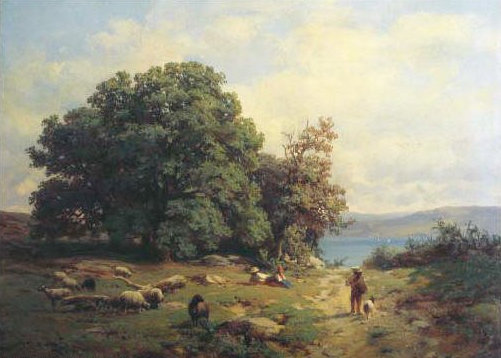
Пейзаж со стадом 2
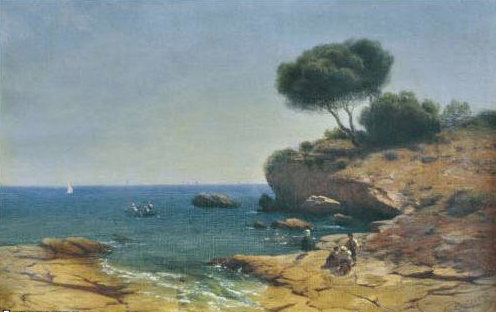
Берег моря
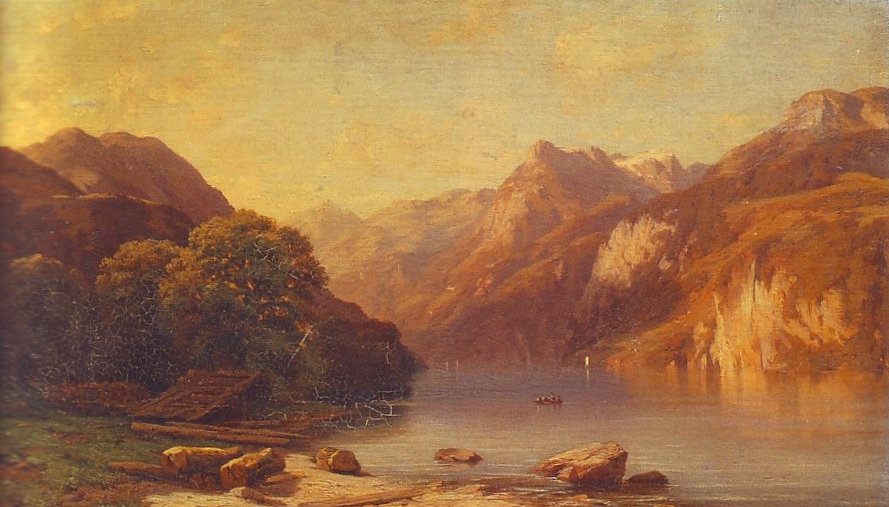
Вид на озеро
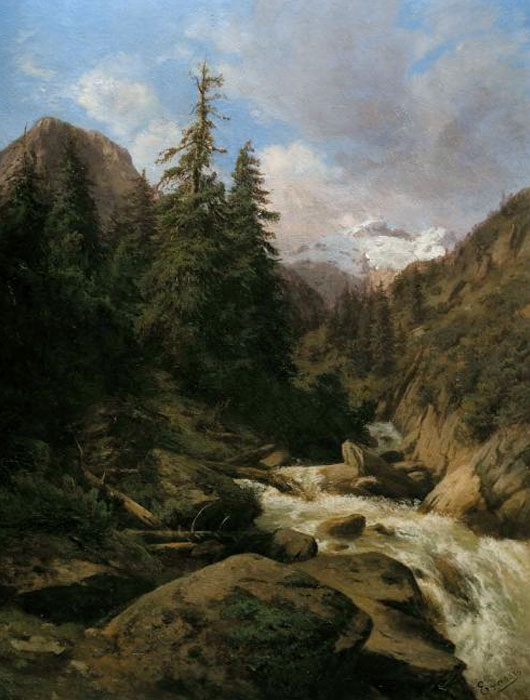
Пейзаж с горной рекой
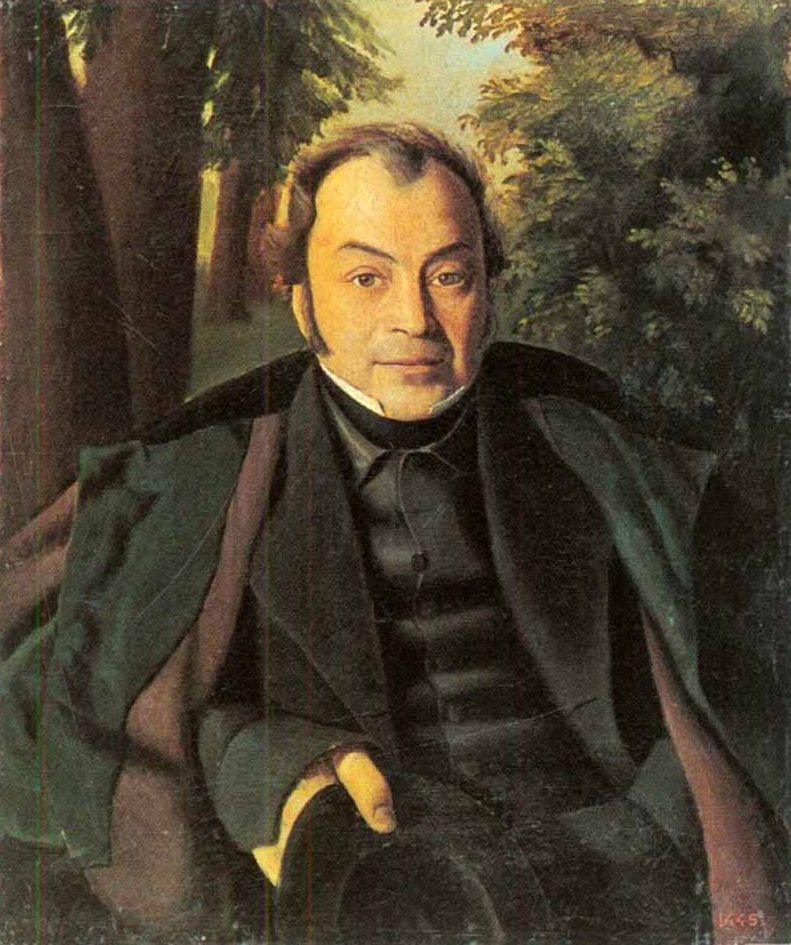
Портрет И. В. Бобылева